# Rob Dean
Rob Dean (nacido el 23 de abril de 1955) es un músico y especialista en aves británico. Es conocido por haber sido guitarrista de la banda new wave Japan, en cuyos primeros años y materiales discográficos hizo destacar su estilo, aunque también trabajó con sus antiguos compañeros de la agrupación en otro proyecto, así como con Gary Numan, Sinead O'Connor, entre otros. Actualmente reside en Costa Rica, donde se dedica a las aves, y es coautor de un libro llamado The Birds Of Costa Rica: A Field Guide, y Birds of Panama libros que describen cada espécimen que habita en esos países. 
También es guitarrista, lo cual lo destacó en la escena New Wave de la década de 1970 y 1980, integrando Japan, Vivabeat, Illustrated Man y Geisha. Actualmente toca en Chanchos del Monte en Costa Rica.
Proveniente de la parte este de Londres (de Clapton o de Hackney), se unió a Japan a finales de 1975, cumplidos los 20 años (siendo el mayor del resto de la banda, que era en ese entonces frisaba por los 18 años), tras audicionar en la habitación del baterista de la banda, Steve Jansen, hermano de su cantante, David Sylvian. Con Japan, hizo cinco álbumes: Adolescent Sex, Obscure Alternatives, Quiet Life, Assemblage (un compilado) y Gentlemen Take Polaroids. Es en este último álbum cuando su rol de guitarrista va siendo disminuido, dejando el grupo en mayo de 1981, aunque continuó con ellos un tiempo más, en la gira de "The Art Of Parties".